# Ali Masjid

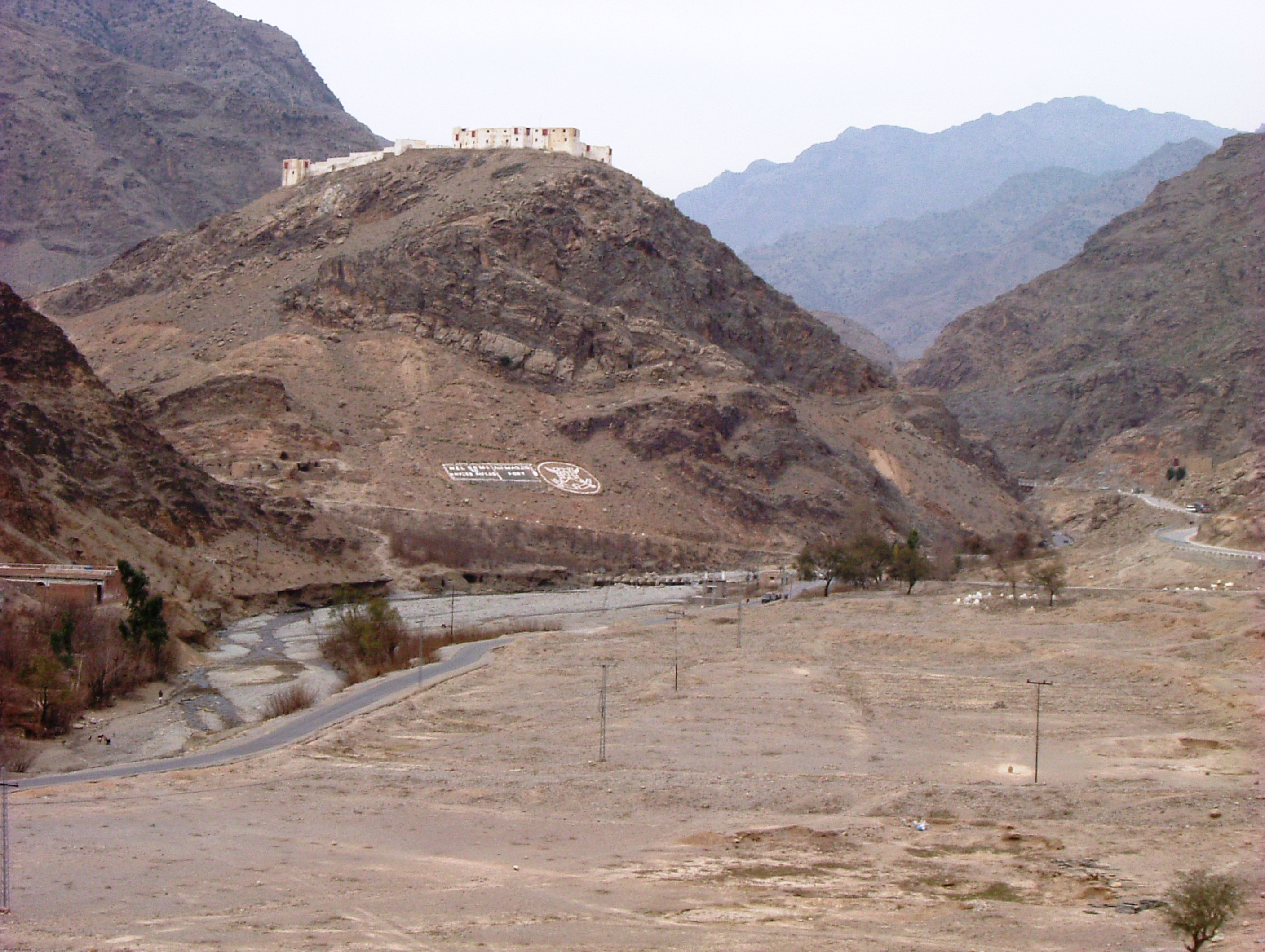
Le fort d’Ali Masjid aujourd’hui.

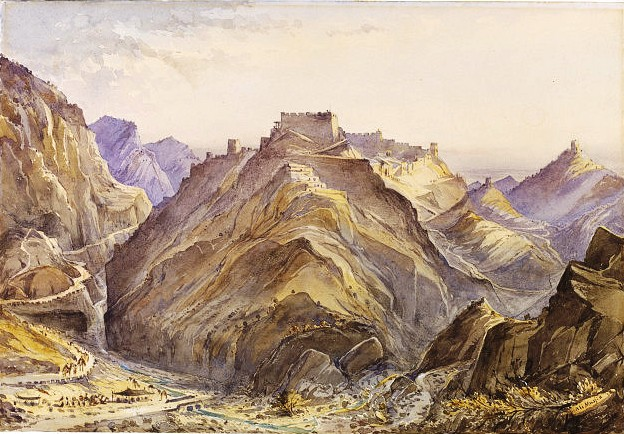
Aquarelle (1890) représentant le fort d’Ali Masjid

Ali Masjid désigne le passage le plus étroit du défilé de Khyber. Il se trouve sur le territoire du district de Khyber, une subdivision de la province de Khyber Pakhtunkhwa, à environ 15 km à l’est de la ville de Landi Kotal (à l'ouest de Peshawar), à une altitude de 970 m. À l'origine, l'étroitesse du chemin ne permettait pas à deux chameaux chargés d'avancer de front.

## Toponymie
Ali Masjid était un sanctuaire consacré à Ali, le cousin du prophète Mahomet, qui selon une tradition locale aurait voyagé jusqu'en cette extrémité du monde. Un bloc rocheux de l'endroit porte l'empreinte d'une main réputée être celle d'Ali.

## Histoire

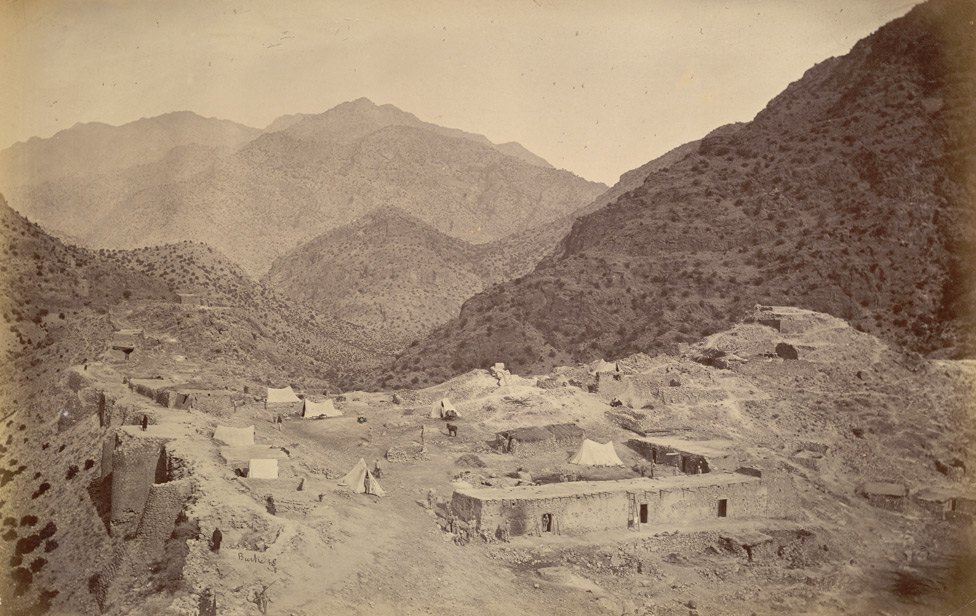
Les conséquences de la bataille d’Ali Masjid

La position stratégique d’Ali Masjid avait incité les Britanniques à y édifier un fort lors de la première guerre anglo-afghane. Il s'y trouve un petit cimetière avec les tombes des soldats britanniques tués lors de la seconde guerre anglo-afghane. Les remparts tournés vers la vallée arborent les insignes des régiments qui y ont servi.
Ali Masjid a été le théâtre de plusieurs batailles des guerres anglo-afghanes. 
En 1842, lors de l'évacuation de Kaboul qui fut un tournant de la première guerre anglo-afghane, la garnison du fort devait être relevée par un contingent commandé par le colonel Ch. Wild, mais ce dernier fut pris à partie par les combattants d’Akbar Khan à l'entrée du défilé de Khyber et dut se replier : aussi la garnison dut-elle à son tour évacuer Ali Masjid et se replier sur Jamrud. 
Au cours de la Seconde guerre anglo-afghane, l'armée de la vallée de Peshawar, sous les ordres du général Samuel Browne, reprit le fort aux partisans de Faiz Muhammad alors qu'elle marchait sur Kaboul (1878)